# Verwaltungsgemeinschaft Würde/Salza

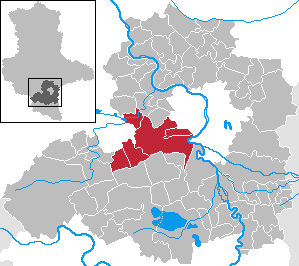
Lage der Verwaltungsgemeinschaft im Saalekreis

In der Verwaltungsgemeinschaft Würde/Salza aus dem sachsen-anhaltischen Saalekreis hatten sich ursprünglich sechs Gemeinden zur Erledigung ihrer Verwaltungsgeschäfte zusammengeschlossen. Der Sitz befand sich in Teutschenthal.
Am 1. Januar 2009 wechselte die Gemeinde Höhnstedt in die Verwaltungsgemeinschaft Westlicher Saalkreis. Am 1. Januar 2010 wurden die Gemeinden Dornstedt, Langenbogen und Steuden nach Teutschenthal eingemeindet. Angersdorf wird ab 1. Januar 2010 von Teutschenthal mitverwaltet. Damit wurde die Verwaltungsgemeinschaft aufgelöst.
Zuletzt lebten auf einer Fläche von 90,61 km² 14.690 Einwohner (Stand: 31. Dezember 2007). Letzte Leiterin der Verwaltungsgemeinschaft war Sabine Mennicke.

## Die ehemaligen Mitgliedsgemeinden
- Angersdorf mit Ortsteil Schlettau
- Dornstedt mit Ortsteil Asendorf
- Höhnstedt (bis 1. Januar 2009)
- Langenbogen
- Steuden
- Teutschenthal mit Ortsteilen Eisdorf, Holleben, Köchstedt und Zscherben

## Wappen

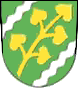
Wappen

Das Wappen wurde am 21. Juli 1998 durch das Regierungspräsidium Halle genehmigt.
Blasonierung: „In Grün zwischen zwei schräglinken silbernen Wellenleisten ein schräglinks steigender goldener Lindenzweig mit fünf Blättern (1 : 2 : 2).“